# ایوانوویتسه (شهرستان کراکوف)
ایوانوویتسه (به لهستانی:  Iwanowice) یک روستا در لهستان است که در گمینا ایوانوویتسه واقع شده‌است.
 ایوانوویتسه  ۵۴۰ نفر جمعیت دارد.